# Bobonaro
Bobonaro (tetum Bobonaru, auch Aubá, Bubo Naro, Babonaro) ist Hauptort vom Suco Bobonaro und vom Verwaltungsamt Bobonaro (Gemeinde Bobonaro)in Osttimor. 2006 hatte der Ort 6110 Einwohner. Neuere Zahlen sind nicht vorhanden, weil die Einwohnerzahlen nun entsprechend der Verwaltungseinheiten registriert werden und der Ort Bobonaro sich über mehrere Verwaltungsgrenzen erstreckt.

## Ortsname
Bobonaro leitet sich vom Tetum-Wort „Buburbnaru“ ab und bedeutet übersetzt „großer Eukalyptus“. 1936 wurde Bobonaro von den Portugiesen, nach dem Politiker Armindo Rodrigues de Sttau Monteiro, in Vila Armindo Monteiro umbenannt. Doch der Name setzte sich nicht durch und einige Jahre nach dem Zweiten Weltkrieg kehrte man zum alten Namen zurück.

## Geographie
Der Ort liegt etwa 45 km von der Küste entfernt, auf einer Meereshöhe von 840 m. Sein Zentrum liegt an der Nordgrenze des Sucos Bobonaro in der Aldeia Lactil. Von hier aus dehnt sich der Ort vor allem entlang der Straßen aus bis in die Nachbar-Aldeias Lesigatal und im Suco Malilait die Aldeia Malilait.
Zur Landeshauptstadt Dili sind es in Luftlinie etwa 60 km nach Nordosten, zur Gemeindehauptstadt Maliana etwa 13 km nach Westen. Zur Grenze nach Indonesien sind es ebenfalls nur wenige Kilometer.

## Geschichte

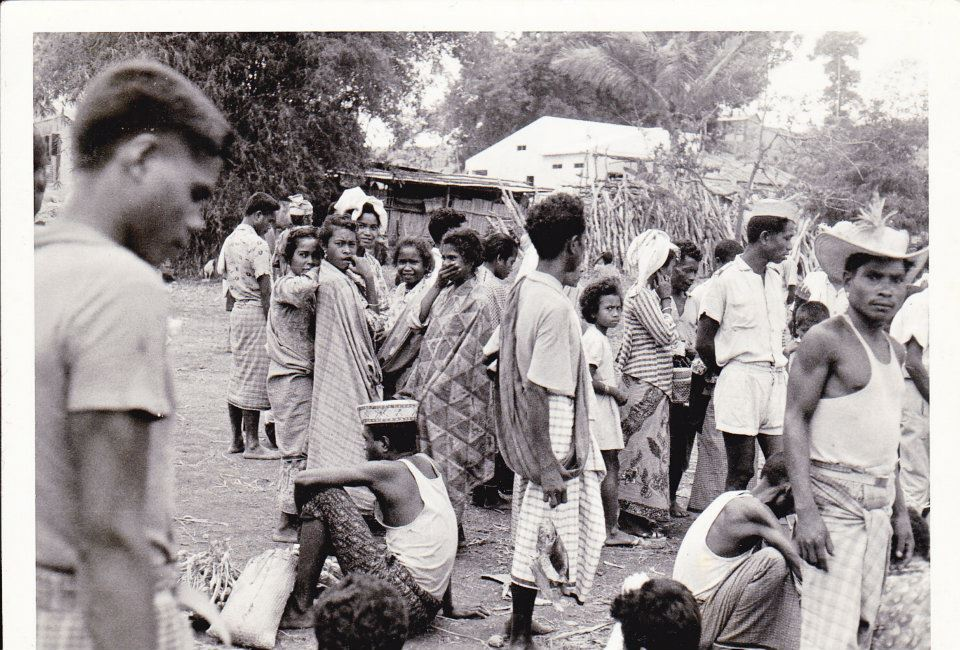
Markt von Bobonaro
(Dezember 1968)

Während der portugiesischen Kolonialzeit war Bobonaro zeitweise auch die Hauptstadt des damaligen Kreises Fronteira und später des Kreises Bobonaro, bevor Maliana diese Rolle übernahm. Im 20. Jahrhundert zog eine Einheit der portugiesischen Kavallerie in den bestehenden Stützpunkt in Bobonaro.
1942 operierten in der Region alliierte Truppen in der Schlacht um Timor, im Kampf gegen die Japaner. Am 10. August 1942 bombardierten die Japaner Bobonaro, wo die Australier das Hauptquartier der alliierten Kräfte errichtet hatten. Daraufhin zogen die Alliierten ab und kurz darauf kontrollierte Japan das Gebiet. Später bombardierten auch die Australier Bobonaro. Unter anderem wurde das 200 Jahre alte Fort zerstört.
Nach dem Zweiten Weltkrieg war die 5. Kavallerieschwadron (ECAV 5) der Portugiesen in Bobonaro stationiert. Im Dezember 1974 wurde sie mit der aufgelösten 6. Kavallerieschwadron aus Atabae zur Kavalleriegruppe Fronteira (deutsch Grenze) zusammengelegt. Bis zum Ende der portugiesischen Herrschaft auf Timor blieb sie in Bobonaro stationiert.

Bobonaro Dezember 1945
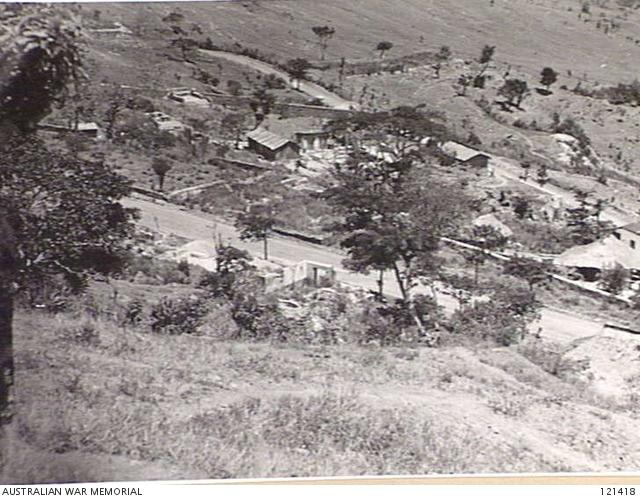
Zivile Gebäude
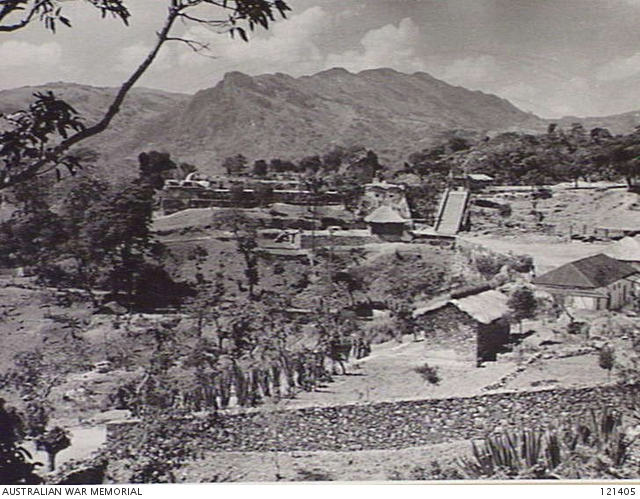
Die alte Festung und Militärbaracken
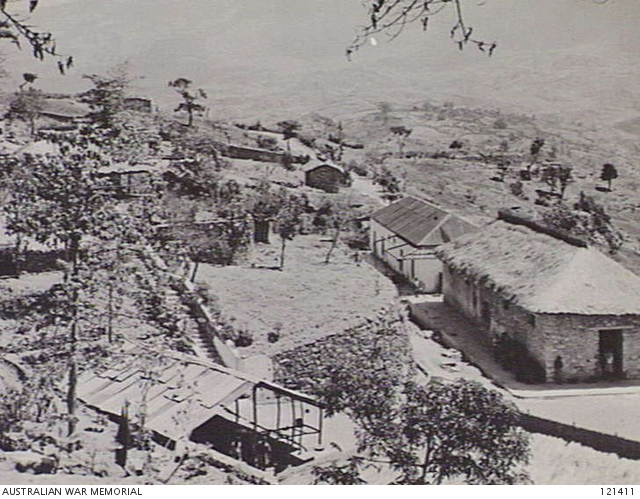
Militärbaracken
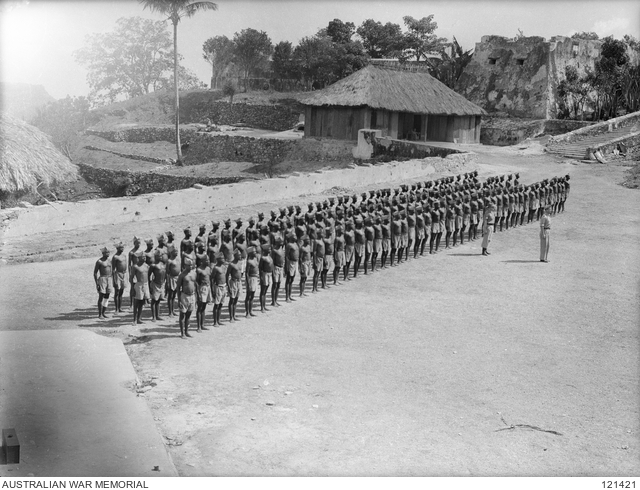
Mosambikanische Kolonialsoldaten in Bobonaro
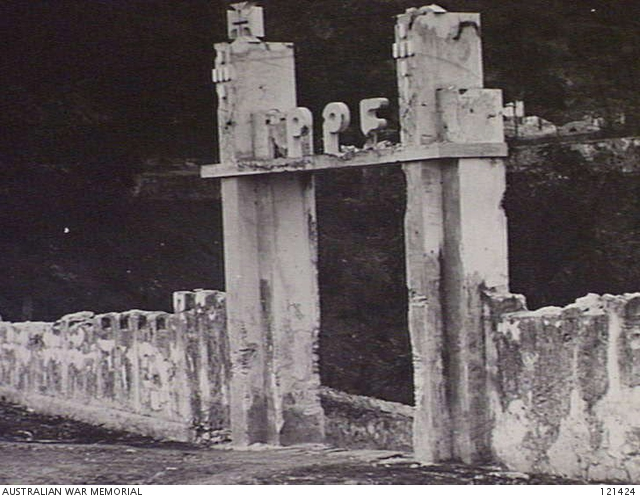
Tor zur Residenz des Bezirksadministrators

## Einrichtungen
Der Markt in Bobonaro hat regionale Bedeutung und gilt touristisch als sehenswert. Außerdem gibt es hier vier Schulen, eine Polizeistation, einen Hubschrauberlandeplatz und ein kommunales Gesundheitszentrum. Die Pfarrkirche Igreja da Imaculada Conceição Bobonaro ist der Kirche ist der Unbefleckten Empfängnis Marias geweiht. Im ehemaligen Stützpunkt der Kavallerie ist heute der Sitz des Verwaltungsamtes Bobonaro untergebracht.

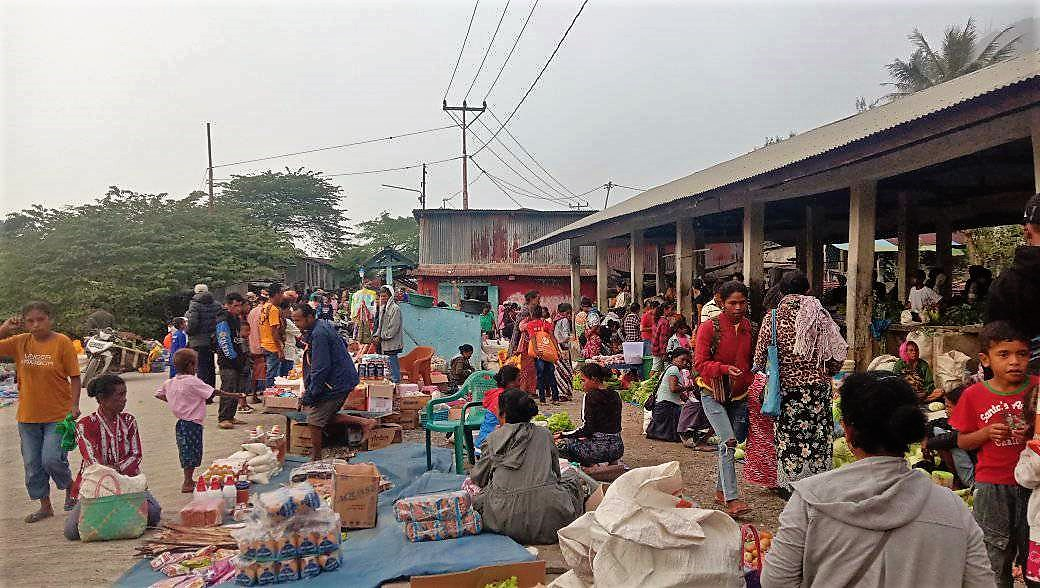
Markt von Bobonaro
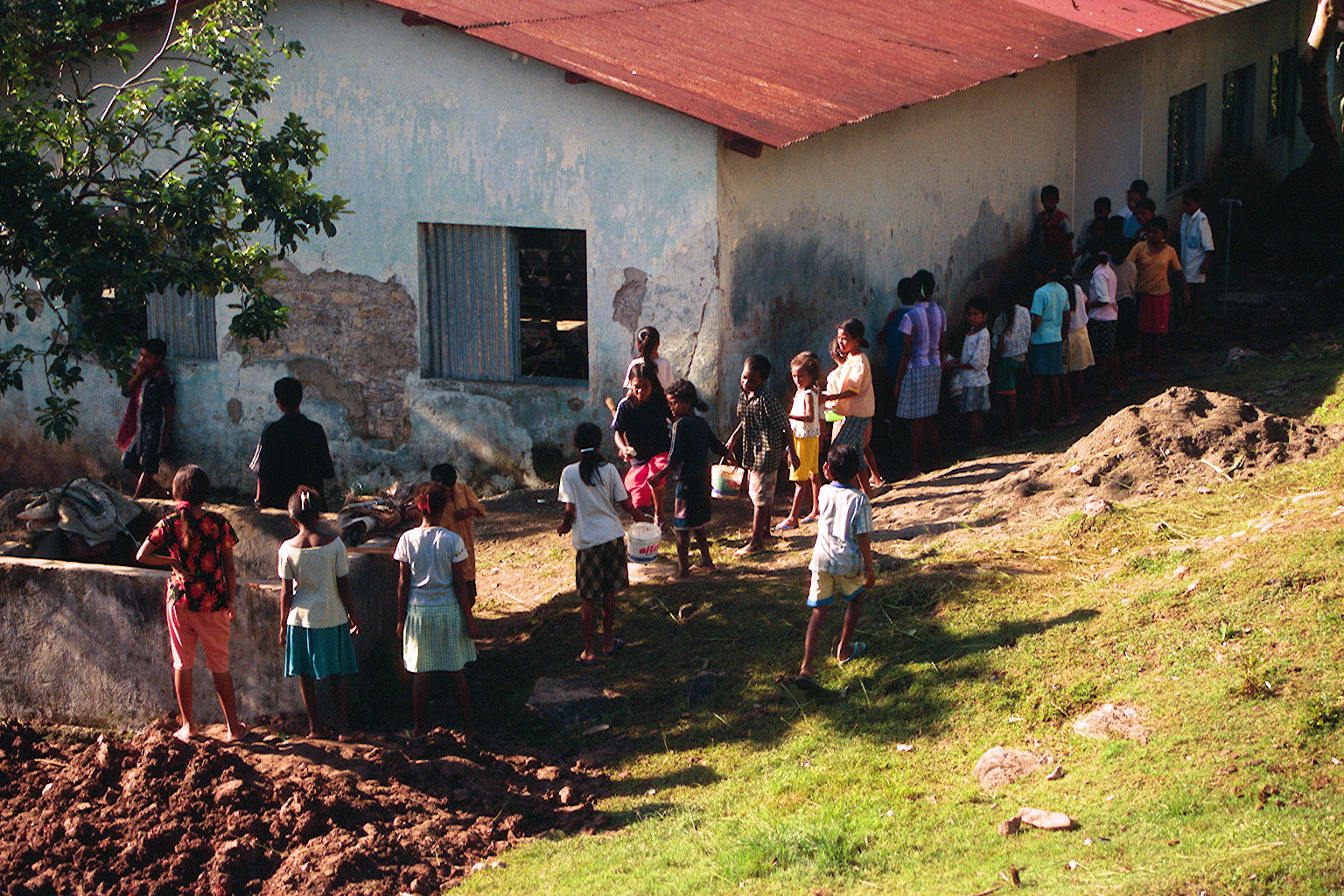
Schulkinder arbeiten am Samstag in ihrer Schule
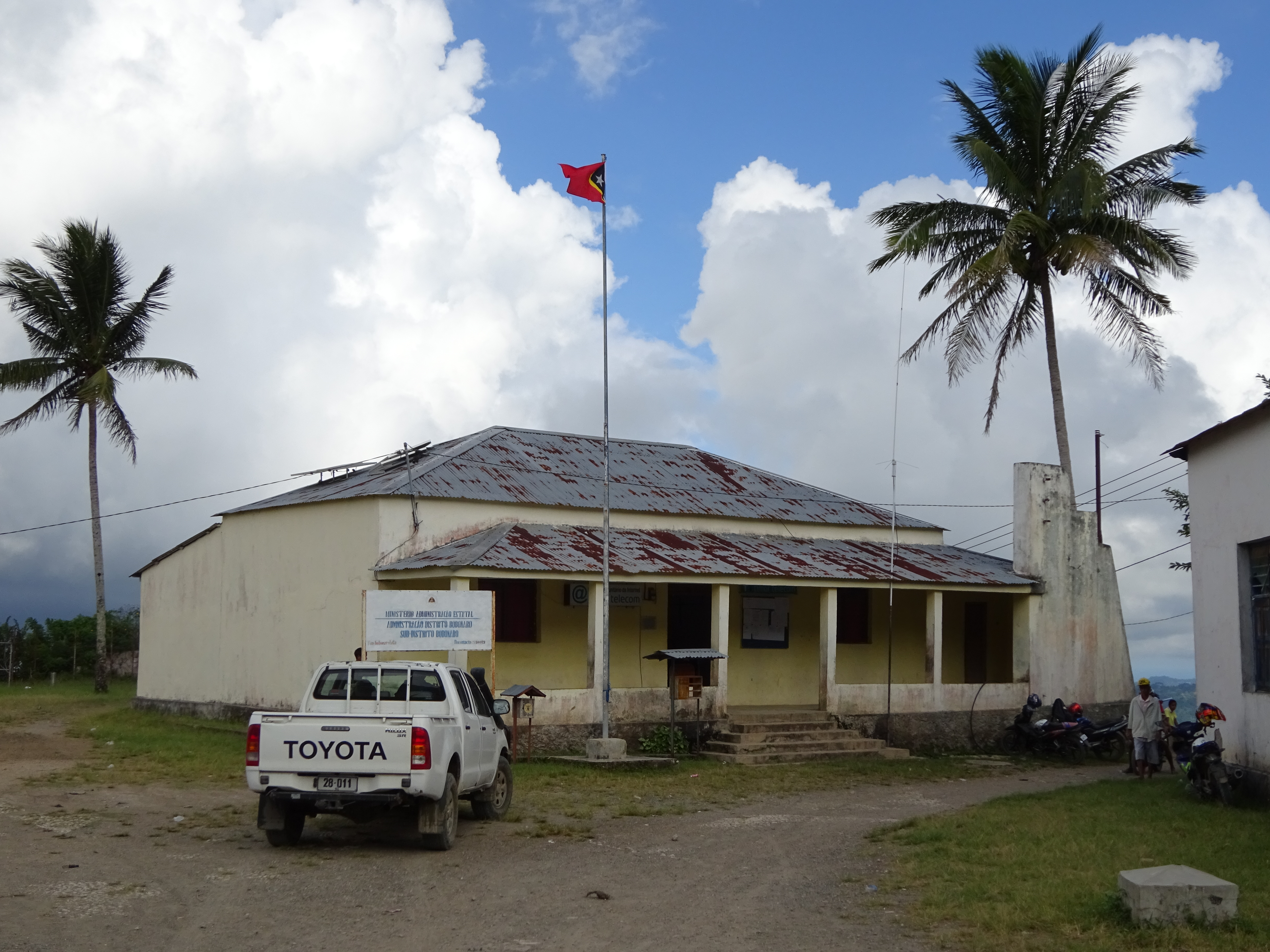
Polizeistation
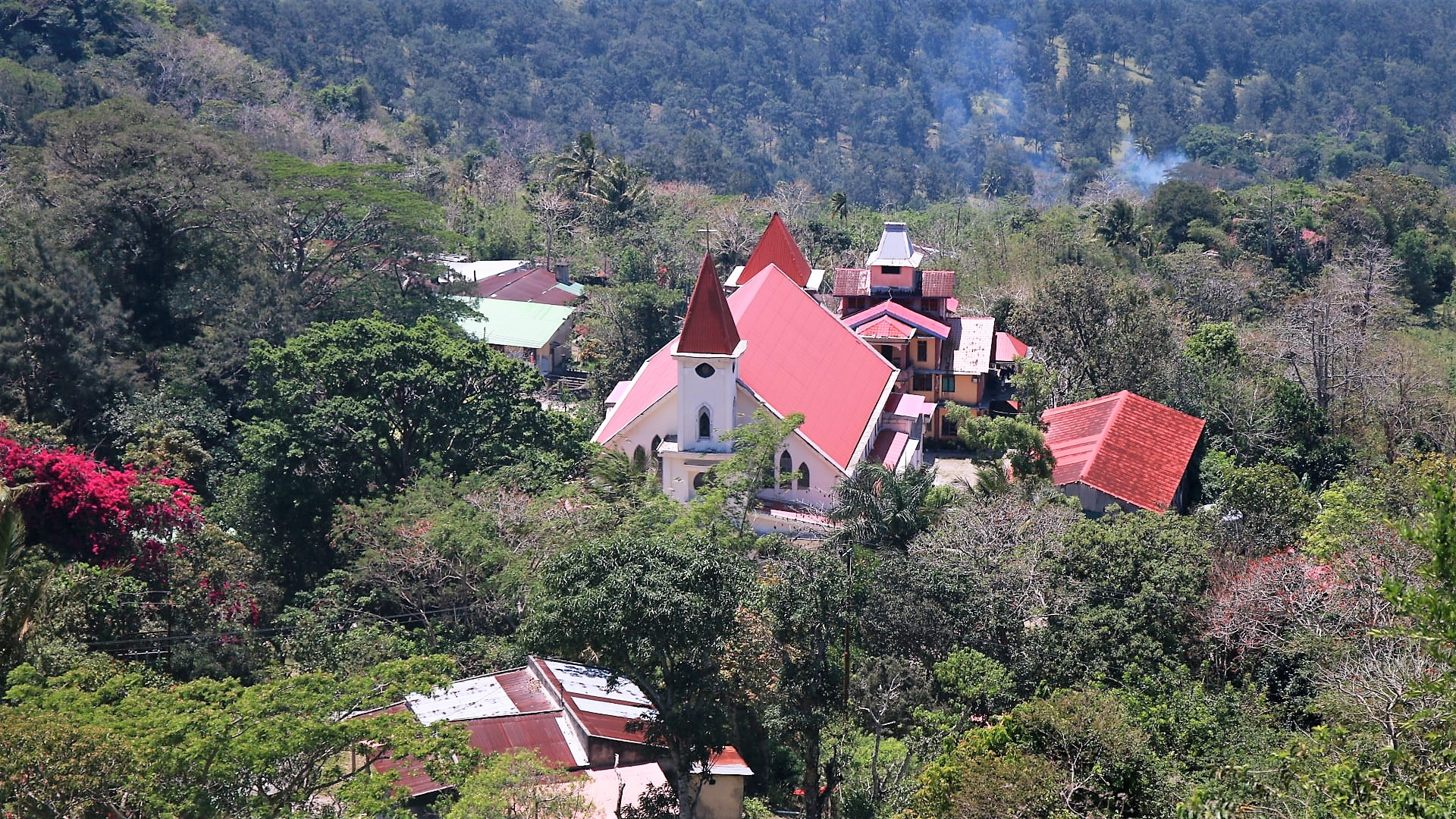
Igreja da Imaculada Conceição Bobonaro